# Fasciculipora laevis
Fasciculipora laevis är en mossdjursart som beskrevs av William MacGillivray 1891. Fasciculipora laevis ingår i släktet Fasciculipora och familjen Frondiporidae. Inga underarter finns listade i Catalogue of Life.